# Waterpoort (Sint-Geertruikerkhof, 's-Hertogenbosch)
De noordelijke waterpoort was de noordelijke waterpoort van de vestingwerken in 's-Hertogenbosch. Het was een onderdeel van de eerste ommuring. De waterpoort stond bij het huidige Sint-Geertruikerkhof, vlak bij het Vrouwenconvent Sint Geertrui, een voormalig klooster toegewijd aan Gertrudis van Nijvel.
De waterpoort stond boven een zijtak van de Binnendieze die ter plekke de Marktstroom genoemd werd. Hier was ook de eerste binnenhaven, voordat hij verplaatst werd naar de plek die we nu kennen als Brede Haven en Smalle Haven.
Na de bouw van de tweede ommuring, verloor deze poort zijn functie en is afgebroken. Op de plek waar de waterpoort heeft gestaan, is nu een sluis van de Binnendieze te zien.